# Équipe du Brésil de football à la Copa América 2021
Cet article relate le parcours de l'équipe du Brésil de football lors de la Copa América 2021 organisé au Brésil du 13 juin au 10 juillet 2021.

## Maillot
Le maillot de l'équipe du Brésil est dévoilé par Nike le 8 novembre 2020. Le maillot domicile se distingue par un jaune largement dominant et une association avec du vert sur le col et les bords de manches. Le maillot est un hommage au maillot que portait le Brésil lors de la Coupe du monde 1970 remportée. Le maillot extérieur est composé de plusieurs nuances de bleu. Le maillot rend hommage au drapeau national avec la présence de losanges sur toute la partie avant du maillot.

## Effectif
Le Brésil a annoncé une liste définitive de 24 joueurs le 9 juin 2021. Après le troisième match de l'équipe en phase de groupes, le défenseur Felipe se retire sur blessure et est remplacé par Léo Ortiz le 26 juin.
- N.B. : Les âges et les sélections sont calculés au début de la Copa América 2021, le 13 juin 2021.

## Compétition

### Premier tour
| Rang | Équipe    | Pts | J | G | N | P | Bp | Bc | Diff |
| ---- | --------- | --- | - | - | - | - | -- | -- | ---- |
| 1    | Brésil    | 10  | 4 | 3 | 1 | 0 | 10 | 2  | +8   |
| 2    | Pérou     | 7   | 4 | 2 | 1 | 1 | 5  | 7  | -2   |
| 3    | Colombie  | 4   | 4 | 1 | 1 | 2 | 3  | 4  | -1   |
| 4    | Équateur  | 3   | 4 | 0 | 3 | 1 | 5  | 6  | -1   |
| 5    | Venezuela | 2   | 4 | 0 | 2 | 2 | 2  | 6  | -4   |

Placé dans le groupe B en compagnie de la Colombie, du Venezuela, de l'Équateur et du Pérou, le Brésil finit premier avec 3 victoires et 1 nul et se qualifie pour les quarts de finale.

#### Brésil - Venezuela
| Match 1 (match d'ouverture) | Brésil                                                     | 3 - 0   | Venezuela | Stade national de Brasilia Mané Garrincha, Brasilia                              |                                                                                  |
| 13 juin 2021 18:00 (UTC−3)  | Marquinhos 23e · Neymar 64e (pen.) · ( Neymar) Barbosa 89e | (1 - 0) |           | Spectateurs : 0 Arbitrage : Esteban Ostojich (en) Arbitre vidéo : Julio Bascuñán | Spectateurs : 0 Arbitrage : Esteban Ostojich (en) Arbitre vidéo : Julio Bascuñán |
| 13 juin 2021 18:00 (UTC−3)  | Rapport                                                    |         |           | Spectateurs : 0 Arbitrage : Esteban Ostojich (en) Arbitre vidéo : Julio Bascuñán | Spectateurs : 0 Arbitrage : Esteban Ostojich (en) Arbitre vidéo : Julio Bascuñán |

| Brésil | Venezuela |

| BRÉSIL :        |    |                 |     |     |
|                 |    |                 |     |     |
| Gardien de but  | 1  | Alisson         |     |     |
|                 | 16 | Renan Lodi      | 38e | 45e |
|                 | 4  | Marquinhos      |     |     |
|                 | 14 | Éder Militão    |     |     |
|                 | 2  | Danilo          |     |     |
|                 | 8  | Fred            |     | 85e |
|                 | 5  | Casemiro        |     |     |
|                 | 17 | Lucas Paquetá   |     | 45e |
|                 | 10 | Neymar          |     |     |
|                 | 7  | Richarlison     |     | 65e |
|                 | 9  | Gabriel Jesus   |     | 85e |
| Remplaçants :   |    |                 |     |     |
|                 | 6  | Alex Sandro     |     | 45e |
|                 | 11 | Éverton Ribeiro |     | 45e |
|                 | 21 | Gabriel Barbosa | 66e | 65e |
|                 | 15 | Fabinho         |     | 85e |
|                 | 18 | Vinícius Júnior |     | 85e |
| Sélectionneur : |    |                 |     |     |
| Tite            |    |                 |     |     |

| VENEZUELA :     |    |                       |     |       |
|                 |    |                       |     |       |
| Gardien de but  | 12 | Joel Graterol         |     |       |
|                 | 27 | Yohán Cumana          |     |       |
|                 | 14 | Luis Mago             | 80e |       |
|                 | 28 | Adrián Martínez       |     |       |
|                 | 8  | Francisco La Mantía   |     |       |
|                 | 21 | Alexander González    |     | 90+2e |
|                 | 23 | Cristian Cásseres Jr. |     | 84e   |
|                 | 24 | Bernaldo Manzano      | 69e | 77e   |
|                 | 5  | Júnior Moreno         |     |       |
|                 | 13 | José Andrés Martínez  |     |       |
|                 | 9  | Fernando Aristeguieta |     | 77e   |
| Remplaçants :   |    |                       |     |       |
|                 | 25 | Richard Celis         |     | 77e   |
|                 | 11 | Sergio Córdova        |     | 77e   |
|                 | 26 | Edson Castillo        |     | 84e   |
|                 | 20 | Ronald Hernández      |     | 90+2e |
| Sélectionneur : |    |                       |     |       |
| José Peseiro    |    |                       |     |       |

| Assistants : Carlos Barreiro Martín Soppi Quatrième arbitre : Gery Vargas (en) Arbitre assistant vidéo : Cristian Garay Homme du match : Neymar |

#### Brésil - Pérou
| Match 6                    | Brésil                                                                                            | 4 - 0   | Pérou | Stade olympique Nilton-Santos, Rio de Janeiro                                         |                                                                                       |
| 17 juin 2021 21:00 (UTC−3) | ( Gabriel Jesus) Sandro 12e · ( Fred) Neymar 68e · ( Richarlison) Ribeiro 89e · Richarlison 90+3e | (1 - 0) |       | Spectateurs : 0 Arbitrage : Patricio Loustau (en) Arbitre vidéo : Mauro Vigliano (en) | Spectateurs : 0 Arbitrage : Patricio Loustau (en) Arbitre vidéo : Mauro Vigliano (en) |
| 17 juin 2021 21:00 (UTC−3) | Rapport                                                                                           |         |       | Spectateurs : 0 Arbitrage : Patricio Loustau (en) Arbitre vidéo : Mauro Vigliano (en) | Spectateurs : 0 Arbitrage : Patricio Loustau (en) Arbitre vidéo : Mauro Vigliano (en) |

| Brésil | Pérou |

| BRÉSIL :        |    |                 |     |     |
|                 |    |                 |     |     |
| Gardien de but  | 23 | Ederson         |     |     |
|                 | 6  | Alex Sandro     |     | 77e |
|                 | 3  | Thiago Silva    |     |     |
|                 | 14 | Éder Militão    |     |     |
|                 | 2  | Danilo          |     | 84e |
|                 | 19 | Everton         |     | 45e |
|                 | 8  | Fred            |     |     |
|                 | 15 | Fabinho         |     |     |
|                 | 9  | Gabriel Jesus   | 59e | 72e |
|                 | 10 | Neymar          |     |     |
|                 | 21 | Gabriel Barbosa |     | 45e |
| Remplaçants :   |    |                 |     |     |
|                 | 11 | Éverton Ribeiro |     | 45e |
|                 | 7  | Richarlison     |     | 45e |
|                 | 20 | Roberto Firmino |     | 72e |
|                 | 16 | Renan Lodi      |     | 77e |
|                 | 13 | Emerson         |     | 84e |
| Sélectionneur : |    |                 |     |     |
| Tite            |    |                 |     |     |

| PÉROU :         |    |                   |     |     |
|                 |    |                   |     |     |
| Gardien de but  | 1  | Pedro Gallese     |     |     |
|                 | 16 | Marcos López      |     |     |
|                 | 2  | Luis Abram        |     |     |
|                 | 15 | Christian Ramos   | 23e |     |
|                 | 3  | Aldo Corzo        |     |     |
|                 | 19 | Yoshimar Yotún    | 44e | 74e |
|                 | 13 | Renato Tapia      |     |     |
|                 | 10 | Christian Cueva   |     | 74e |
|                 | 8  | Sergio Peña       |     | 67e |
|                 | 18 | André Carrillo    |     |     |
|                 | 9  | Gianluca Lapadula |     | 67e |
| Remplaçants :   |    |                   |     |     |
|                 | 17 | Luis Iberico      |     | 67e |
|                 | 11 | Alex Valera       |     | 67e |
|                 | 7  | Gerald Távara     | 82e | 74e |
|                 | 23 | Alexis Arias      |     | 74e |
| Sélectionneur : |    |                   |     |     |
| Ricardo Gareca  |    |                   |     |     |

| Assistants : Gabriel Chade Ezequiel Brailovsky Quatrième arbitre : Facundo Tello Arbitre assistant vidéo : Cristián Garay Homme du match : Neymar |

#### Brésil - Colombie
| Match 14                   | Brésil                                          | 2 - 1   | Colombie             | Stade olympique Nilton-Santos, Rio de Janeiro                                 |                                                                               |
| 23 juin 2021 21:00 (UTC−3) | ( Lodi) Firmino 78e · ( Neymar) Casemiro 90+10e | (0 - 1) | 10e Díaz (Cuadrado ) | Spectateurs : 0 Arbitrage : Néstor Pitana Arbitre vidéo : Mauro Vigliano (en) | Spectateurs : 0 Arbitrage : Néstor Pitana Arbitre vidéo : Mauro Vigliano (en) |
| 23 juin 2021 21:00 (UTC−3) | Rapport                                         |         |                      | Spectateurs : 0 Arbitrage : Néstor Pitana Arbitre vidéo : Mauro Vigliano (en) | Spectateurs : 0 Arbitrage : Néstor Pitana Arbitre vidéo : Mauro Vigliano (en) |

| Brésil | Colombie |

| BRÉSIL :        |    |                 |     |     |
|                 |    |                 |     |     |
| Gardien de but  | 12 | Weverton        |     |     |
|                 | 6  | Alex Sandro     | 14e | 62e |
|                 | 3  | Thiago Silva    |     |     |
|                 | 4  | Marquinhos      |     |     |
|                 | 2  | Danilo          |     |     |
|                 | 7  | Richarlison     |     | 77e |
|                 | 8  | Fred            |     | 68e |
|                 | 5  | Casemiro        |     |     |
|                 | 11 | Éverton Ribeiro | 27e | 45e |
|                 | 10 | Neymar          | 87e |     |
|                 | 9  | Gabriel Jesus   |     | 77e |
| Remplaçants :   |    |                 |     |     |
|                 | 20 | Roberto Firmino |     | 45e |
|                 | 16 | Renan Lodi      |     | 62e |
|                 | 17 | Lucas Paquetá   |     | 68e |
|                 | 19 | Everton         |     | 77e |
|                 | 21 | Gabriel Barbosa |     | 77e |
| Sélectionneur : |    |                 |     |     |
| Tite            |    |                 |     |     |

| COLOMBIE :      |    |                     |        |       |
|                 |    |                     |        |       |
| Gardien de but  | 1  | David Ospina        | 81e    |       |
|                 | 6  | William Tesillo     |        |       |
|                 | 23 | Davinson Sánchez    |        |       |
|                 | 13 | Yerry Mina          |        |       |
|                 | 16 | Daniel Muñoz        |        |       |
|                 | 14 | Luis Díaz           |        | 90+1e |
|                 | 15 | Mateus Uribe        |        |       |
|                 | 5  | Wílmar Barrios      | 90+9e  |       |
|                 | 11 | Juan Cuadrado       | 70e    |       |
|                 | 7  | Duván Zapata        |        | 64e   |
|                 | 18 | Rafael Santos Borré |        | 64e   |
| Remplaçants :   |    |                     |        |       |
|                 | 8  | Gustavo Cuéllar     | 90+12e | 64e   |
|                 | 19 | Miguel Borja        |        | 64e   |
|                 | 3  | Óscar Murillo       |        | 90+1e |
| Sélectionneur : |    |                     |        |       |
| Reinaldo Rueda  |    |                     |        |       |

| Assistants : Ezequiel Brailovsky José Antelo Quatrième arbitre : Leodán González (es) Arbitre assistant vidéo : Facundo Tello Homme du match : Luis Díaz |

#### Brésil - Équateur
| Match 17                   | Brésil                 | 1 - 1   | Équateur             | Stade olympique Pedro Ludovico Teixeira, Goiânia                         |                                                                          |
| 27 juin 2021 18:00 (UTC−3) | ( Everton) Militão 37e | (1 - 0) | 53e Mena (Valencia ) | Spectateurs : 0 Arbitrage : Roberto Tobar Arbitre vidéo : Julio Bascuñán | Spectateurs : 0 Arbitrage : Roberto Tobar Arbitre vidéo : Julio Bascuñán |
| 27 juin 2021 18:00 (UTC−3) | Rapport                |         |                      | Spectateurs : 0 Arbitrage : Roberto Tobar Arbitre vidéo : Julio Bascuñán | Spectateurs : 0 Arbitrage : Roberto Tobar Arbitre vidéo : Julio Bascuñán |

| Brésil | Équateur |

| BRÉSIL :        |    |                 |  |     |
|                 |    |                 |  |     |
| Gardien de but  | 1  | Alisson         |  |     |
|                 | 16 | Renan Lodi      |  | 49e |
|                 | 4  | Marquinhos      |  |     |
|                 | 14 | Éder Militão    |  |     |
|                 | 13 | Emerson         |  |     |
|                 | 25 | Douglas Luiz    |  | 63e |
|                 | 15 | Fabinho         |  |     |
|                 | 17 | Everton         |  | 78e |
|                 | 20 | Roberto Firmino |  | 63e |
|                 | 17 | Lucas Paquetá   |  | 78e |
|                 | 21 | Gabriel Barbosa |  |     |
| Remplaçants :   |    |                 |  |     |
|                 | 2  | Danilo          |  | 49e |
|                 | 5  | Casemiro        |  | 63e |
|                 | 18 | Vinícius Júnior |  | 63e |
|                 | 11 | Éverton Ribeiro |  | 78e |
|                 | 7  | Richarlison     |  | 78e |
| Sélectionneur : |    |                 |  |     |
| Tite            |    |                 |  |     |

| ÉQUATEUR :      |    |                  |     |     |
|                 |    |                  |     |     |
| Gardien de but  | 1  | Hernán Galíndez  |     |     |
|                 | 7  | Pervis Estupiñán | 83e |     |
|                 | 3  | Piero Hincapié   |     |     |
|                 | 4  | Robert Arboleda  |     |     |
|                 | 17 | Ángelo Preciado  |     |     |
|                 | 27 | Diego Palacios   |     | 72e |
|                 | 23 | Moisés Caicedo   |     | 17e |
|                 | 20 | Jhegson Méndez   |     |     |
|                 | 21 | Alan Franco      |     |     |
|                 | 18 | Ayrton Preciado  |     | 84e |
|                 | 13 | Enner Valencia   |     | 83e |
| Remplaçants :   |    |                  |     |     |
|                 | 15 | Ángel Mena       |     | 17e |
|                 | 19 | Gonzalo Plata    |     | 72e |
|                 | 9  | Leonardo Campana |     | 83e |
|                 | 16 | Mario Pineida    |     | 84e |
| Sélectionneur : |    |                  |     |     |
| Gustavo Alfaro  |    |                  |     |     |

| Assistants : Christian Schiemann (es) Claudio Ríos Quatrième arbitre : Andrés Cunha Arbitre assistant vidéo : Cristián Garay Homme du match : Enner Valencia |

### Phase à élimination directe

#### Quart de finale: Brésil - Chili
| Match 22                     | Brésil      | 1 - 0   | Chili | Stade olympique Nilton-Santos, Rio de Janeiro                                  |                                                                                |
| 2 juillet 2021 21:00 (UTC−3) | Paquetá 46e | (0 - 0) |       | Spectateurs : 0 Arbitrage : Patricio Loustau (en) Arbitre vidéo : Andrés Cunha | Spectateurs : 0 Arbitrage : Patricio Loustau (en) Arbitre vidéo : Andrés Cunha |
| 2 juillet 2021 21:00 (UTC−3) | Rapport     |         |       | Spectateurs : 0 Arbitrage : Patricio Loustau (en) Arbitre vidéo : Andrés Cunha | Spectateurs : 0 Arbitrage : Patricio Loustau (en) Arbitre vidéo : Andrés Cunha |

| Brésil | Chili |

| BRÉSIL :        |    |                 |     |       |
|                 |    |                 |     |       |
| Gardien de but  | 23 | Ederson         | 81e |       |
|                 | 16 | Renan Lodi      |     | 90+1e |
|                 | 3  | Thiago Silva    |     |       |
|                 | 4  | Marquinhos      |     |       |
|                 | 2  | Danilo          |     |       |
|                 | 8  | Fred            |     |       |
|                 | 5  | Casemiro        |     |       |
|                 | 7  | Richarlison     |     | 90+1e |
|                 | 20 | Roberto Firmino |     | 45e   |
|                 | 9  | Gabriel Jesus   | 48e |       |
|                 | 10 | Neymar          |     |       |
| Remplaçants :   |    |                 |     |       |
|                 | 17 | Lucas Paquetá   |     | 45e   |
|                 | 14 | Éder Militão    |     | 90+1e |
|                 | 19 | Everton         |     | 90+1e |
| Sélectionneur : |    |                 |     |       |
| Tite            |    |                 |     |       |

| CHILI :         |    |                     |     |     |
|                 |    |                     |     |     |
| Gardien de but  | 1  | Claudio Bravo       |     |     |
|                 | 2  | Eugenio Mena        |     |     |
|                 | 18 | Sebastián Vegas     |     | 64e |
|                 | 17 | Gary Medel          |     |     |
|                 | 6  | Francisco Sierralta | 58e |     |
|                 | 4  | Mauricio Isla       |     |     |
|                 | 20 | Charles Aránguiz    |     | 88e |
|                 | 13 | Erick Pulgar        |     | 76e |
|                 | 8  | Arturo Vidal        | 88e |     |
|                 | 10 | Alexis Sánchez      |     | 45e |
|                 | 11 | Eduardo Vargas      |     |     |
| Remplaçants :   |    |                     |     |     |
|                 | 22 | Ben Brereton        |     | 45e |
|                 | 21 | Carlos Palacios     | 76e | 64e |
|                 | 9  | Jean Meneses        |     | 76e |
|                 | 3  | Diego Valencia      |     | 88e |
| Sélectionneur : |    |                     |     |     |
| Martín Lasarte  |    |                     |     |     |

| Assistants : Ezequiel Brailovsky Gabriel Chade Quatrième arbitre : Guillermo Guerrero Arbitres assistants vidéo : Daniel Fedorczuk (en) Christian Lescano Homme du match : Neymar |

#### Demi-finale: Brésil - Pérou
| Match 25                     | Brésil                | 1 - 0 | Pérou | Stade olympique Nilton-Santos, Rio de Janeiro                          |                                                                        |
| 5 juillet 2021 20:00 (UTC−3) | ( Neymar) Paquetá 35e |       |       | Spectateurs : 0 Arbitrage : Roberto Tobar Arbitre vidéo : Derlis López | Spectateurs : 0 Arbitrage : Roberto Tobar Arbitre vidéo : Derlis López |
| 5 juillet 2021 20:00 (UTC−3) | Rapport               |       |       | Spectateurs : 0 Arbitrage : Roberto Tobar Arbitre vidéo : Derlis López | Spectateurs : 0 Arbitrage : Roberto Tobar Arbitre vidéo : Derlis López |

| Brésil | Pérou |

| BRÉSIL :        |    |                 |     |       |
|                 |    |                 |     |       |
| Gardien de but  | 23 | Ederson         |     |       |
|                 | 16 | Renan Lodi      |     | 85e   |
|                 | 3  | Thiago Silva    |     |       |
|                 | 4  | Marquinhos      |     |       |
|                 | 2  | Danilo          |     |       |
|                 | 8  | Fred            |     | 85e   |
|                 | 5  | Casemiro        |     |       |
|                 | 10 | Neymar          |     |       |
|                 | 17 | Lucas Paquetá   |     | 90+2e |
|                 | 19 | Everton         |     | 70e   |
|                 | 7  | Richarlison     |     | 85e   |
| Remplaçants :   |    |                 |     |       |
|                 | 11 | Éverton Ribeiro |     | 70e   |
|                 | 14 | Éder Militão    |     | 85e   |
|                 | 15 | Fabinho         |     | 85e   |
|                 | 18 | Vinícius Júnior | 89e | 85e   |
|                 | 25 | Douglas Luiz    |     | 90+2e |
| Sélectionneur : |    |                 |     |       |
| Tite            |    |                 |     |       |

| PÉROU :         |    |                     |     |     |
|                 |    |                     |     |     |
| Gardien de but  | 1  | Pedro Gallese       |     |     |
|                 | 6  | Miguel Trauco       |     | 45e |
|                 | 22 | Alexander Callens   |     |     |
|                 | 15 | Christian Ramos     |     | 45e |
|                 | 4  | Anderson Santamaría |     |     |
|                 | 3  | Aldo Corzo          |     | 75e |
|                 | 10 | Christian Cueva     |     | 81e |
|                 | 19 | Yoshimar Yotún      | 56e |     |
|                 | 13 | Renato Tapia        |     | 89e |
|                 | 8  | Sergio Peña         |     |     |
|                 | 9  | Gianluca Lapadula   |     |     |
| Remplaçants :   |    |                     |     |     |
|                 | 16 | Marcos López        | 90e | 45e |
|                 | 24 | Raziel García       |     | 45e |
|                 | 26 | Jhilmar Lora        |     | 75e |
|                 | 20 | Santiago Ormeño     |     | 81e |
|                 | 7  | Gerald Távara       |     | 89e |
| Sélectionneur : |    |                     |     |     |
| Ricardo Gareca  |    |                     |     |     |

| Assistants : Christian Schiemann (es) Claudio Ríos Quatrième arbitre : Alexis Herrera (es) Cinquième arbitre : Edwar Saavedra Arbitres assistants vidéo : Eber Aquino (es) Milciades Saldívar (es) Homme du match : Neymar |

#### Finale: Argentine - Brésil
| Match 28              | Argentine               | 1 - 0   | Brésil | Stade Maracanã, Rio de Janeiro                                 |                                                                |
| 10 juillet 2021 21:00 | ( De Paul) Di María 22e | (1 - 0) |        | Arbitrage : Esteban Ostojich (en) Arbitre vidéo : Andrés Cunha | Arbitrage : Esteban Ostojich (en) Arbitre vidéo : Andrés Cunha |
| 10 juillet 2021 21:00 | Rapport                 |         |        | Arbitrage : Esteban Ostojich (en) Arbitre vidéo : Andrés Cunha | Arbitrage : Esteban Ostojich (en) Arbitre vidéo : Andrés Cunha |

| Argentine | Brésil |

| ARGENTINE :     |    |                    |     |     |
|                 |    |                    |     |     |
| Gardien de but  | 23 | Emiliano Martínez  |     |     |
|                 | 8  | Marcos Acuña       |     |     |
|                 | 19 | Nicolás Otamendi   | 81e |     |
|                 | 13 | Cristian Romero    |     | 79e |
|                 | 4  | Gonzalo Montiel    | 89e |     |
|                 | 20 | Giovani Lo Celso   | 51e | 63e |
|                 | 5  | Leandro Paredes    | 33e | 54e |
|                 | 7  | Rodrigo De Paul    | 68e |     |
|                 | 11 | Ángel Di María     |     | 79e |
|                 | 22 | Lautaro Martínez   |     | 79e |
|                 | 10 | Lionel Messi       |     |     |
| Remplaçants :   |    |                    |     |     |
|                 | 18 | Guido Rodríguez    |     | 54e |
|                 | 3  | Nicolás Tagliafico |     | 63e |
|                 | 6  | Germán Pezzella    |     | 79e |
|                 | 15 | Nicolás González   |     | 79e |
|                 | 14 | Exequiel Palacios  |     | 79e |
| Sélectionneur : |    |                    |     |     |
| Lionel Scaloni  |    |                    |     |     |

| BRÉSIL :        |    |                 |     |     |
|                 |    |                 |     |     |
| Gardien de but  | 23 | Ederson         |     |     |
|                 | 16 | Renan Lodi      | 70e | 76e |
|                 | 3  | Thiago Silva    |     |     |
|                 | 4  | Marquinhos      | 82e |     |
|                 | 2  | Danilo          |     |     |
|                 | 8  | Fred            | 3e  | 45e |
|                 | 5  | Casemiro        |     |     |
|                 | 17 | Lucas Paquetá   | 72e | 76e |
|                 | 7  | Richarlison     |     |     |
|                 | 10 | Neymar          |     |     |
|                 | 19 | Everton         |     | 63e |
| Remplaçants :   |    |                 |     |     |
|                 | 20 | Roberto Firmino |     | 45e |
|                 | 18 | Vinícius Júnior |     | 63e |
|                 | 13 | Emerson         |     | 76e |
|                 | 21 | Gabriel Barbosa |     | 76e |
| Sélectionneur : |    |                 |     |     |
| Tite            |    |                 |     |     |

| Assistants : Carlos Barreiro Martín Soppi Quatrième arbitre : Diego Haro (en) Cinquième arbitre : José Antelo Arbitres assistants vidéo : Daniel Fedorczuk (en) Alexander Guzmán Jhon Ospina (es) Homme du match : Ángel Di María |

## Statistiques

### Temps de jeu
| Joueur          |          |          |          |          |          |          |          | TT       | But inscrit | Passe décisive | MJ       | MT       | Légende |
| --------------- | -------- | -------- | -------- | -------- | -------- | -------- | -------- | -------- | ----------- | -------------- | -------- | -------- | --- |
| Gardiens        | Gardiens | Gardiens | Gardiens | Gardiens | Gardiens | Gardiens | Gardiens | Gardiens | Gardiens    | Gardiens       | Gardiens | Gardiens | Abréviations et symboles : TT : Total de minutes jouées MJ : Nombre de matchs joués MT : Matchs joués en tant que titulaire : but : passe décisive : joueur entré : joueur remplacé : capitaine : carton jaune : carton rouge |
| Alisson         | 90       |          |          | 90       |          |          |          | 180      |             |                | 2        | 2        | Abréviations et symboles : TT : Total de minutes jouées MJ : Nombre de matchs joués MT : Matchs joués en tant que titulaire : but : passe décisive : joueur entré : joueur remplacé : capitaine : carton jaune : carton rouge |
| Weverton        |          |          | 90       |          |          |          |          | 90       |             |                | 1        | 1        | Abréviations et symboles : TT : Total de minutes jouées MJ : Nombre de matchs joués MT : Matchs joués en tant que titulaire : but : passe décisive : joueur entré : joueur remplacé : capitaine : carton jaune : carton rouge |
| Ederson         |          | 90       |          |          | 90       | 90       | 90       | 360      |             |                | 4        | 4        | Abréviations et symboles : TT : Total de minutes jouées MJ : Nombre de matchs joués MT : Matchs joués en tant que titulaire : but : passe décisive : joueur entré : joueur remplacé : capitaine : carton jaune : carton rouge |
| Défenseurs      |          |          |          |          |          |          |          |          |             |                |          |          | Abréviations et symboles : TT : Total de minutes jouées MJ : Nombre de matchs joués MT : Matchs joués en tant que titulaire : but : passe décisive : joueur entré : joueur remplacé : capitaine : carton jaune : carton rouge |
| Danilo          | 90       | 84       | 90       | 41       | 90       | 90       | 90       | 575      |             |                | 7        | 6        | Abréviations et symboles : TT : Total de minutes jouées MJ : Nombre de matchs joués MT : Matchs joués en tant que titulaire : but : passe décisive : joueur entré : joueur remplacé : capitaine : carton jaune : carton rouge |
| Thiago Silva    |          | 90       | 90       |          | 90       | 90       | 90       | 450      |             |                | 5        | 5        | Abréviations et symboles : TT : Total de minutes jouées MJ : Nombre de matchs joués MT : Matchs joués en tant que titulaire : but : passe décisive : joueur entré : joueur remplacé : capitaine : carton jaune : carton rouge |
| Marquinhos      | 90       |          | 90       | 90       | 90       | 90       | 90       | 540      | 1           |                | 6        | 6        | Abréviations et symboles : TT : Total de minutes jouées MJ : Nombre de matchs joués MT : Matchs joués en tant que titulaire : but : passe décisive : joueur entré : joueur remplacé : capitaine : carton jaune : carton rouge |
| Alex Sandro     | 45       | 77       | 62       |          |          |          |          | 184      | 1           |                | 3        | 2        | Abréviations et symboles : TT : Total de minutes jouées MJ : Nombre de matchs joués MT : Matchs joués en tant que titulaire : but : passe décisive : joueur entré : joueur remplacé : capitaine : carton jaune : carton rouge |
| Emerson         |          | 6        |          | 90       |          |          | 14       | 110      |             |                | 3        | 1        | Abréviations et symboles : TT : Total de minutes jouées MJ : Nombre de matchs joués MT : Matchs joués en tant que titulaire : but : passe décisive : joueur entré : joueur remplacé : capitaine : carton jaune : carton rouge |
| Éder Militão    | 90       | 90       |          | 90       | 1        | 5        |          | 276      | 1           |                | 5        | 3        | Abréviations et symboles : TT : Total de minutes jouées MJ : Nombre de matchs joués MT : Matchs joués en tant que titulaire : but : passe décisive : joueur entré : joueur remplacé : capitaine : carton jaune : carton rouge |
| Renan Lodi      | 45       | 13       | 28       | 49       | 89       | 85       | 76       | 385      |             | 1              | 7        | 5        | Abréviations et symboles : TT : Total de minutes jouées MJ : Nombre de matchs joués MT : Matchs joués en tant que titulaire : but : passe décisive : joueur entré : joueur remplacé : capitaine : carton jaune : carton rouge |
| Felipe          |          |          |          |          |          |          |          | 0        |             |                |          |          | Abréviations et symboles : TT : Total de minutes jouées MJ : Nombre de matchs joués MT : Matchs joués en tant que titulaire : but : passe décisive : joueur entré : joueur remplacé : capitaine : carton jaune : carton rouge |
| Léo Ortiz       |          |          |          |          |          |          |          | 0        |             |                |          |          | Abréviations et symboles : TT : Total de minutes jouées MJ : Nombre de matchs joués MT : Matchs joués en tant que titulaire : but : passe décisive : joueur entré : joueur remplacé : capitaine : carton jaune : carton rouge |
| Milieux         |          |          |          |          |          |          |          |          |             |                |          |          | Abréviations et symboles : TT : Total de minutes jouées MJ : Nombre de matchs joués MT : Matchs joués en tant que titulaire : but : passe décisive : joueur entré : joueur remplacé : capitaine : carton jaune : carton rouge |
| Casemiro        | 90       |          | 90       | 27       | 90       | 90       | 90       | 477      | 1           |                | 6        | 5        | Abréviations et symboles : TT : Total de minutes jouées MJ : Nombre de matchs joués MT : Matchs joués en tant que titulaire : but : passe décisive : joueur entré : joueur remplacé : capitaine : carton jaune : carton rouge |
| Fred            | 85       | 90       | 68       |          | 90       | 85       | 45       | 463      |             | 1              | 6        | 6        | Abréviations et symboles : TT : Total de minutes jouées MJ : Nombre de matchs joués MT : Matchs joués en tant que titulaire : but : passe décisive : joueur entré : joueur remplacé : capitaine : carton jaune : carton rouge |
| Éverton Ribeiro | 45       | 45       | 45       | 12       |          | 20       |          | 167      | 1           |                | 5        | 1        | Abréviations et symboles : TT : Total de minutes jouées MJ : Nombre de matchs joués MT : Matchs joués en tant que titulaire : but : passe décisive : joueur entré : joueur remplacé : capitaine : carton jaune : carton rouge |
| Fabinho         | 5        | 90       |          | 90       |          | 5        |          | 190      |             |                | 4        | 3        | Abréviations et symboles : TT : Total de minutes jouées MJ : Nombre de matchs joués MT : Matchs joués en tant que titulaire : but : passe décisive : joueur entré : joueur remplacé : capitaine : carton jaune : carton rouge |
| Lucas Paquetá   | 45       |          | 22       | 78       | 45       | 89       | 76       | 355      | 2           |                | 5        | 3        | Abréviations et symboles : TT : Total de minutes jouées MJ : Nombre de matchs joués MT : Matchs joués en tant que titulaire : but : passe décisive : joueur entré : joueur remplacé : capitaine : carton jaune : carton rouge |
| Douglas Luiz    |          |          |          | 63       |          | 1        |          | 64       |             |                | 2        | 1        | Abréviations et symboles : TT : Total de minutes jouées MJ : Nombre de matchs joués MT : Matchs joués en tant que titulaire : but : passe décisive : joueur entré : joueur remplacé : capitaine : carton jaune : carton rouge |
| Attaquants      |          |          |          |          |          |          |          |          |             |                |          |          | Abréviations et symboles : TT : Total de minutes jouées MJ : Nombre de matchs joués MT : Matchs joués en tant que titulaire : but : passe décisive : joueur entré : joueur remplacé : capitaine : carton jaune : carton rouge |
| Richarlison     | 65       | 45       | 77       | 12       | 89       | 85       | 90       | 463      | 1           | 1              | 7        | 5        | Abréviations et symboles : TT : Total de minutes jouées MJ : Nombre de matchs joués MT : Matchs joués en tant que titulaire : but : passe décisive : joueur entré : joueur remplacé : capitaine : carton jaune : carton rouge |
| Gabriel Jesus   | 85       | 72       | 77       |          | 48       |          |          | 282      |             | 1              | 4        | 4        | Abréviations et symboles : TT : Total de minutes jouées MJ : Nombre de matchs joués MT : Matchs joués en tant que titulaire : but : passe décisive : joueur entré : joueur remplacé : capitaine : carton jaune : carton rouge |
| Neymar          | 90       | 90       | 90       |          | 90       | 90       | 90       | 540      | 2           | 3              | 6        | 6        | Abréviations et symboles : TT : Total de minutes jouées MJ : Nombre de matchs joués MT : Matchs joués en tant que titulaire : but : passe décisive : joueur entré : joueur remplacé : capitaine : carton jaune : carton rouge |
| Vinícius Júnior | 5        |          |          | 27       |          | 1        | 27       | 60       |             |                | 4        |          | Abréviations et symboles : TT : Total de minutes jouées MJ : Nombre de matchs joués MT : Matchs joués en tant que titulaire : but : passe décisive : joueur entré : joueur remplacé : capitaine : carton jaune : carton rouge |
| Everton         |          | 45       | 13       | 78       | 1        | 70       | 63       | 270      |             | 1              | 6        | 4        | Abréviations et symboles : TT : Total de minutes jouées MJ : Nombre de matchs joués MT : Matchs joués en tant que titulaire : but : passe décisive : joueur entré : joueur remplacé : capitaine : carton jaune : carton rouge |
| Roberto Firmino |          | 18       | 45       | 63       | 45       |          | 45       | 216      | 1           |                | 5        | 2        | Abréviations et symboles : TT : Total de minutes jouées MJ : Nombre de matchs joués MT : Matchs joués en tant que titulaire : but : passe décisive : joueur entré : joueur remplacé : capitaine : carton jaune : carton rouge |
| Gabriel Barbosa | 25       | 45       | 13       | 90       |          |          | 14       | 187      | 1           |                | 5        | 2        | Abréviations et symboles : TT : Total de minutes jouées MJ : Nombre de matchs joués MT : Matchs joués en tant que titulaire : but : passe décisive : joueur entré : joueur remplacé : capitaine : carton jaune : carton rouge |

| Buts | Joueurs         | Adversaires      |
| ---- | --------------- | ---------------- |
| 2    | Neymar          | Venezuela, Pérou |
| 2    | Lucas Paquetá   | Chili, Pérou     |
| 1    | Casemiro        | Colombie         |
| 1    | Roberto Firmino | Colombie         |
| 1    | Éder Militão    | Équateur         |
| 1    | Alex Sandro     | Pérou            |
| 1    | Éverton Ribeiro | Pérou            |
| 1    | Richarlison     | Pérou            |
| 1    | Gabriel Barbosa | Venezuela        |
| 1    | Marquinhos      | Venezuela        |

| Passes | Joueurs       | Adversaires                |
| ------ | ------------- | -------------------------- |
| 3      | Neymar        | Venezuela, Colombie, Pérou |
| 1      | Renan Lodi    | Colombie                   |
| 1      | Everton       | Équateur                   |
| 1      | Fred          | Pérou                      |
| 1      | Gabriel Jesus | Pérou                      |
| 1      | Richarlison   | Pérou                      |